# Pseudotyrannochthonius gigas
Pseudotyrannochthonius gigas är en spindeldjursart som beskrevs av Beier 1969. Pseudotyrannochthonius gigas ingår i släktet Pseudotyrannochthonius och familjen käkklokrypare. Inga underarter finns listade i Catalogue of Life.